# エフレイン・エスクデロ
エフレイン・エスクデロ（Efraín Escudero、1986年1月15日 - ）は、メキシコの男性総合格闘家。ソノラ州サン・ルイス・リオ・コロラド出身。アメリカ合衆国アリゾナ州在住。MMAラボ所属。現Superior Challengeライト級王者。TUF 8ライト級優勝。エフライン・エスクデロとも表記される。
デビュー時は、グランドキャニオン大学の現役大学生であった。

## 来歴
メキシコで生まれ、その後家族でアメリカに移住した。レスリングでは高校時代にアリゾナ州大会で優勝、卒業後に進学したコミュニティ・カレッジではNJCAA（全米ジュニアカレッジ体育協会）大会で入賞、全米代表にも選ばれた。2006年に同じ大学に通っていたドリュー・フィケットの元で総合格闘技の練習を開始し、6月10日にはアリゾナ州を拠点とする老舗ローカルプロモーションRage in the Cageでプロ総合格闘技の緒戦を迎え、一本勝ちで白星デビューを飾った。
2007年はRage in the Cage、Cage Supremacyの大会に出場、7戦全勝、全て一本勝ちという記録を残した。

### TUF
2008年、UFCのリアリティ番組「The Ultimate Fighter」のシーズン8に参加。シーズン最初のエリミネイションバウトではイド・パリエンテに勝利しホーム（収録場所）行きを決めると、ドラフトではアントニオ・ホドリゴ・ノゲイラのチームに選ばれた。1回戦ではシェイン・ネルソンに勝利した後、ネルソンの友人であるジュニー・ブラウニングに乱入され、掴みかかられるという禍根を残した。準決勝ではブラウニングにダースチョークで一本勝ちし、12月13日の決勝進出を決めた。同じチーム・ノゲイラに所属していたフィリップ・ノヴァーとの決勝では、テイクダウンからのグラウンドの攻防で優位に立ち判定勝ちを収め優勝を果たした。

### UFC
2009年9月19日、UFC 103でコール・ミラーと対戦し、TKO勝ちを収めた。
2010年1月11日、UFC Fight Night: Maynard vs. Diazでエヴァン・ダナムと対戦し、腕ひしぎ十字固めで敗れ、キャリア初黒星を喫した。
2010年5月29日、UFC 114でダン・ローゾンと対戦し、3-0の判定勝ち。
2010年9月15日、UFC Fight Night: Marquardt vs. Palharesでチャールズ・オリベイラと対戦し、チョークスリーパーで一本負けを喫した。この試合の後、UFCをリリースされた。TUF優勝者のリリースはトラヴィス・ルターに続き二人目となった。

### UFC復帰
2011年12月30日、UFC復帰戦となったUFC 141でジェイコブ・ヴォルクマンと対戦し、判定負け。
2016年、2勝3敗でUFCからリリースされた。

## 戦績

### プロ総合格闘技
| 総合格闘技 戦績 | 総合格闘技 戦績 | 総合格闘技 戦績 | 総合格闘技 戦績 | 総合格闘技 戦績 | 総合格闘技 戦績 | 総合格闘技 戦績 |
| --------------- | --------------- | --------------- | --------------- | --------------- | --------------- | --------------- |
| 36 試合         | (T)KO           | 一本            | 判定            | その他          | 引き分け        | 無効試合        |
| 25 勝           | 2               | 13              | 10              | 0               | 0               | 0               |
| 11 敗           | 0               | 2               | 9               | 0               | 0               | 0               |

| 勝敗 | 対戦相手                       | 試合結果                             | 大会名                                                                                | 開催年月日     |
| ○    | 松本光史                       | 5分3R終了 判定3-0                    | VTJ 8th                                                                               | 2016年9月19日  |
| ×    | ケビン・リー                   | 5分3R終了 判定0-3                    | UFC 197: Jones vs. St. Preux                                                          | 2016年4月23日  |
| ×    | レアンドロ・シウバ             | 5分3R終了 判定0-3                    | UFC Fight Night: Magny vs. Gastelum                                                   | 2015年11月21日 |
| ○    | ドリュー・ドーバー             | 1R 0:54 ギロチンチョーク             | UFC 188: Velasquez vs. Werdum                                                         | 2015年6月13日  |
| ○    | ホドリゴ・ジ・リマ             | 5分3R終了 判定3-0                    | UFC Fight Night: Henderson vs. Thatch                                                 | 2015年2月14日  |
| ×    | レオナルド・サントス           | 5分3R終了 判定0-3                    | UFC Fight Night: Bigfoot vs. Arlovski                                                 | 2014年9月13日  |
| ○    | ユハ・ペッカ・ヴァイニカイネン | 3R 4:48 TKO（打撃）                  | Superior Challenge 10: Helsingborg 【SCライト級王座決定戦】                           | 2014年5月3日   |
| ×    | ダコタ・コクラン               | 5分3R終了 判定0-3                    | RFA 13: Cochrane vs. Escudero                                                         | 2014年3月7日   |
| ○    | ルイス・パロミーノ             | 5分3R終了 判定3-0                    | CFA 12: Sampo vs. Thao                                                                | 2013年10月12日 |
| ○    | ザック・サーディカ             | 5分3R終了 判定3-0                    | Bellator 100                                                                          | 2013年9月20日  |
| ○    | マーカス・エドワーズ           | 5分3R終了 判定2-1                    | SCL: Greeley Stampede 【SCLライト級王座決定戦】                                       | 2013年6月29日  |
| ×    | ジョルジ・パチーユ・マカコ     | 5分3R終了 判定1-2                    | Max Sport: 13.2                                                                       | 2013年5月11日  |
| ×    | タイソン・グリフィン           | 5分3R終了 判定0-3                    | RFA 4: Griffin vs. Escudero                                                           | 2012年11月2日  |
| ×    | マック・ダンジグ               | 5分3R終了 判定0-3                    | UFC 145: Jones vs. Evans                                                              | 2012年4月21日  |
| ×    | ジェイコブ・ヴォルクマン       | 5分3R終了 判定0-3                    | UFC 141: Lesnar vs. Overeem                                                           | 2011年12月30日 |
| ○    | シーザー・アビラ               | 1R 1:55 ギロチンチョーク             | Bellator 55                                                                           | 2011年10月22日 |
| ○    | マイク・リオ                   | 5分3R終了 判定3-0                    | CFA 2: McCorkle vs. Hayes                                                             | 2011年7月23日  |
| ×    | ファブリシオ・カモエス         | 5分3R終了 判定0-3                    | TPF 9: The Contenders                                                                 | 2011年5月5日   |
| ○    | アッシュ・ボウマン             | 5分3R終了 判定3-0                    | XCage: Predators                                                                      | 2011年4月8日   |
| ○    | ジェレミー・ラーセン           | 3R 3:21 腕ひしぎ十字固め             | Rage in the Cage 148                                                                  | 2011年1月19日  |
| ○    | アルフレッド・マルティネス     | 1R 1:14 チョークスリーパー           | Desert Rage Full Contact Fighting 8                                                   | 2010年11月19日 |
| ×    | チャールズ・オリベイラ         | 3R 2:25 チョークスリーパー           | UFC Fight Night: Marquardt vs. Palhares                                               | 2010年9月15日  |
| ○    | ダン・ローゾン                 | 5分3R終了 判定3-0                    | UFC 114: Rampage vs. Evans                                                            | 2010年5月29日  |
| ×    | エヴァン・ダナム               | 3R 1:59 腕ひしぎ十字固め             | UFC Fight Night: Maynard vs. Diaz                                                     | 2010年1月11日  |
| ○    | コール・ミラー                 | 1R 3:36 TKO（右ストレート→パウンド） | UFC 103: Franklin vs. Belfort                                                         | 2009年9月19日  |
| ○    | フィリップ・ノヴァー           | 5分3R終了 判定3-0                    | The Ultimate Fighter: Team Nogueira vs. Team Mir Finale 【ライト級トーナメント 決勝】 | 2008年12月13日 |
| ○    | トミー・ワグナー               | 1R 1:12 ギブアップ（スタンドの打撃） | Full Moon Fighting                                                                    | 2008年2月23日  |
| ○    | エリック・リーガン             | 2R 2:15 チョークスリーパー           | Rage in the Cage 99                                                                   | 2007年8月18日  |
| ○    | ジョン・ケックス               | 1R 2:04 三角絞め                     | Cage Supremacy 2                                                                      | 2007年7月22日  |
| ○    | TJ・ザガ                       | 2R 0:43 チョークスリーパー           | Cage Supremacy                                                                        | 2007年6月24日  |
| ○    | ピーター・ニューシェラー       | 1R 1:13 チョークスリーパー           | Rage in the Cage 96                                                                   | 2007年6月15日  |
| ○    | ホセ・ロドリゲス               | 1R 2:29 三角絞め                     | Rage in the Cage 95                                                                   | 2007年5月12日  |
| ○    | ニック・ストーン               | 2R 1:25 腕ひしぎ十字固め             | Rage in the Cage 93                                                                   | 2007年4月20日  |
| ○    | マイク・スミス                 | 1R 2:57 チョークスリーパー           | Rage in the Cage 92: Cronin vs. Vigil                                                 | 2007年3月30日  |
| ○    | ジョー・クローニン             | 3分3R終了 判定3-0                    | Rage in the Cage 84: Celebrity Theatre                                                | 2006年7月1日   |
| ○    | クリス・コラド                 | 1R チョーク                          | Rage in the Cage 83: Rampage                                                          | 2006年6月10日  |

### アマチュア総合格闘技
| 勝敗 | 対戦相手               | 試合結果                   | 大会名                                                 | 開催年月日    |
| ○    | ジュニー・ブラウニング | 2R 3:26 ダースチョーク     | The Ultimate Fighter 8 【ライト級トーナメント 準決勝】 | 2008年6月25日 |
| ○    | シェイン・ネルソン     | 2R 4:32 三角絞め           | The Ultimate Fighter 8 【ライト級トーナメント 2回戦】  | 2008年5月31日 |
| ○    | イド・パリエンテ       | 1R 3:37 チョークスリーパー | The Ultimate Fighter 8 【ライト級トーナメント 1回戦】  | 2008年5月21日 |

### グラップリング
| 勝敗 | 対戦相手             | 試合結果          | 大会名               | 開催年月日    |
| △    | フィリップ・ノヴァー | 20分終了 時間切れ | World Jiu-Jitsu Expo | 2013年11月9日 |

## 獲得タイトル
- The Ultimate Fighter 8 ライト級トーナメント 優勝（2008年）
- SCLライト級王座（2013年）
- 第2代Superior Challengeライト級王座（2014年）